# Rüttelplatte

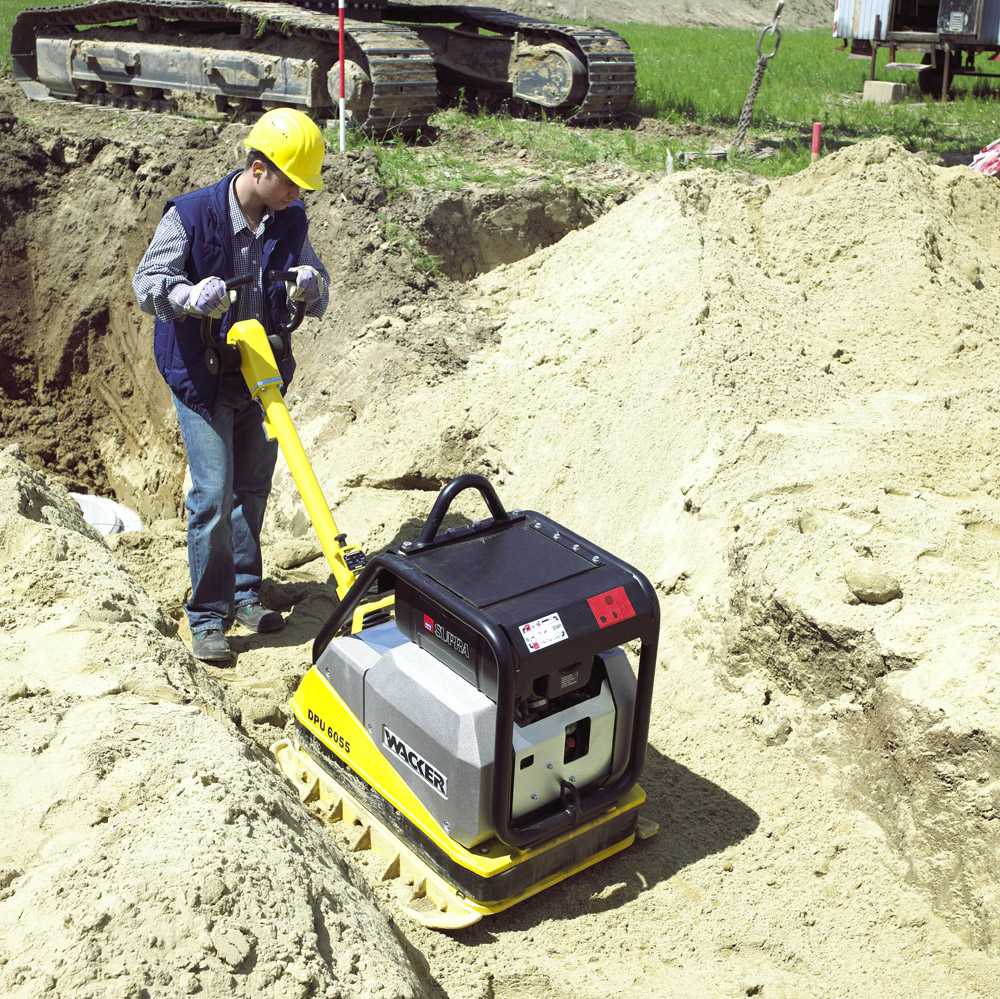
Rüttelplatte im Einsatz

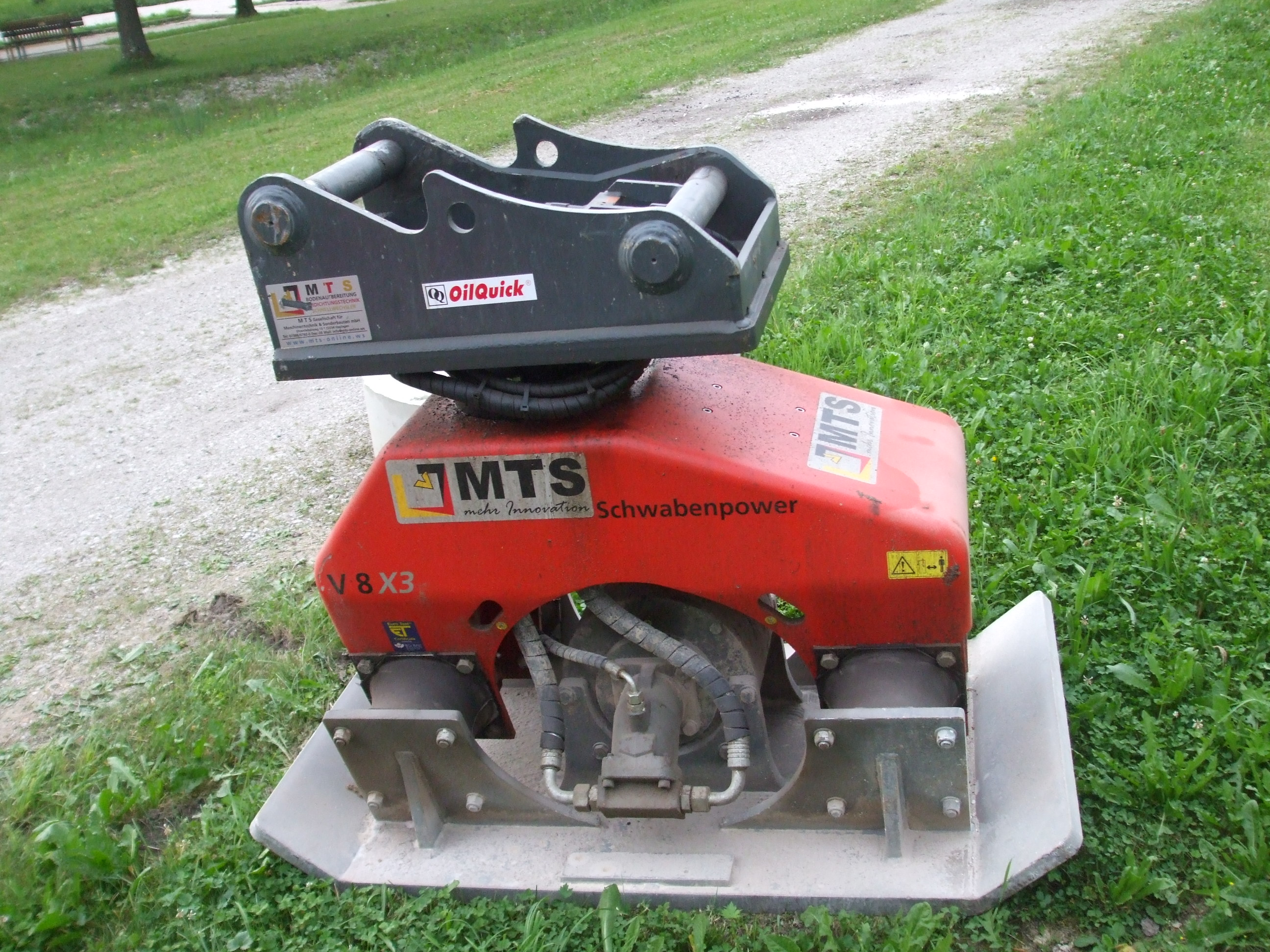
Hydraulisch angetriebene Rüttelplatte (Anbauverdichter)

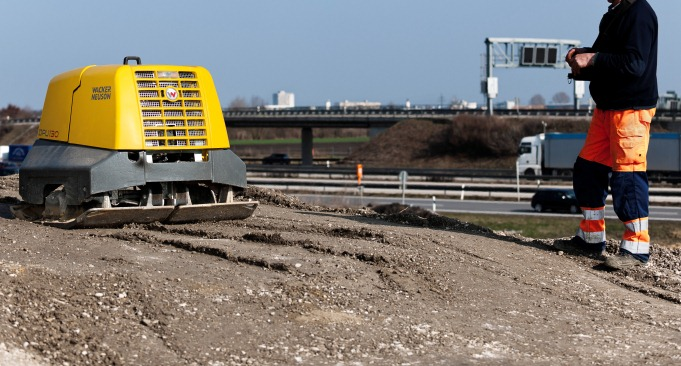
Vibrationsplatte mit Infrarot-Fernsteuerung

Eine Rüttelplatte (auch Vibrationsplatte oder Flächenrüttler) ist eine motorbetriebene Baumaschine zur Bodenverdichtung auf mittelgroßen Flächen. Sie werden seit den 1950er Jahren eingesetzt und zählen mittlerweile auf vielen Baustellen zur Standardausrüstung. Es gibt sowohl selbständig vorwärts laufende als auch reversierende (vor- und rückwärtslaufende) Maschinen. Rüttelplatten werden in der Regel handgeführt.
Bei größeren Flächen kommen Straßenwalzen zum Einsatz, bei kleineren Vibrationsstampfer (auch Rüttelstampfer genannt) und zum Verdichten von Beton Vibrationsbohlen.

## Wirkungsweise
In der Rüttelplatte werden je nach Bauart eine, zwei oder drei Wellen mit integrierten Unwuchten durch einen Motor (Unwuchtmotor) angetrieben. Die dadurch entstehenden Zentrifugalkräfte bewirken sowohl die Fortbewegung als auch die Verdichtungswirkung der Vibrationsplatte. Die Fliehkräfte liegen deutlich über dem Gewicht der Maschine und heben bei jeder Umdrehung der Unwuchten das Gerät kurzzeitig um einige Millimeter vom Boden. Damit wird die Platte vor- oder zurückbewegt. Kurz darauf fällt die Platte zurück auf den Boden. Aufgrund der aufgebauten kinetischen Energie und Zentrifugalkraft erreicht sie kurzzeitig eine hohe Flächenpressung und verdichtet das unter ihr liegende Material.

## Leistung und Größe
Kleine Geräte erzeugen Zentrifugalkräfte von etwa 10 kN, Großplatten bis etwa 130 kN. Das Betriebsgewicht (Masse) liegt gewöhnlich zwischen etwa 40 kg und etwa 1.200 kg.
Der Antrieb der Platten erfolgt durch Hubkolben-, Kreiskolben-, Elektro- oder Hydraulikmotore.

## Verdichtungskontrolle

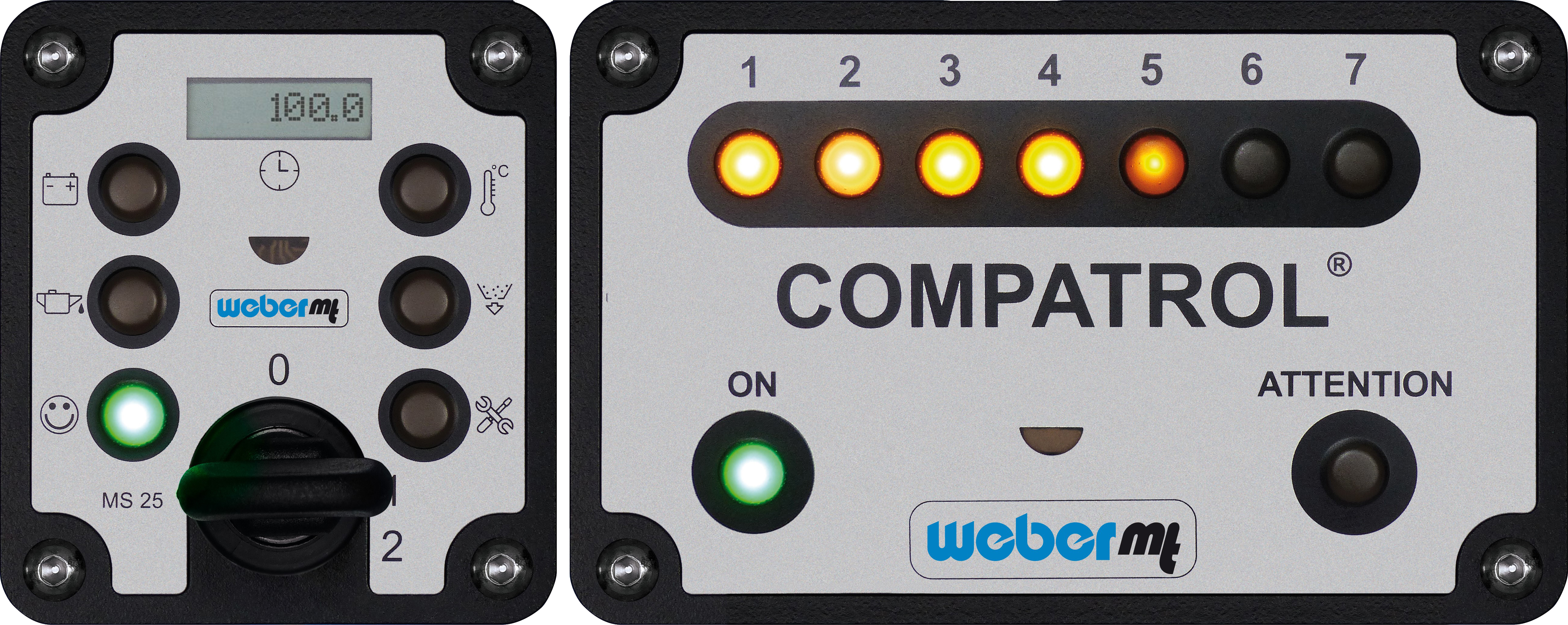
Das Display der Verdichtungskontrolle COMPATROL von Weber MT.

Zur Überprüfung der Verdichtungsleistung sind mittlerweile viele Rüttelplatten mit einer sogenannten flächendeckenden Verdichtungskontrolle ausgestattet. Sie gibt dem Bediener Auskunft darüber, wann der Untergrund ausreichend verdichtet ist und ob Schwachstellen in der Tragschicht vorhanden sind, die eine spätere Setzung des Bodens verursachen können. Das Messsystem kann beispielsweise wie folgt funktionieren: An der Grundplatte des Bodenverdichters ist ein Sensor installiert. Dieser Sensor misst während der Verdichtung Veränderungen im Schwingungsverhalten und stellt mittels einer sogenannten Frequenzband-Analyse den Bezug zur Bodensteifigkeit her. Das Ergebnis wird dem Bediener mit Hilfe einer Leuchtdiodenskala in einem Display angezeigt. Der Vorteil im Vergleich zu konventionellen Prüfmethoden, die erst nach Beendigung des Verdichtungsvorgangs vorgenommen werden können und in jedem Fall notwendig sind, ist die Zeitersparnis. Die Verdichtungskontrollen leisten zudem einen wesentlichen Beitrag zur Qualitätssicherung, insbesondere in beengten Arbeitsräumen, wie zum Beispiel dem Kanalbau oder bei Hinterfüllungen. Ein erstes derartiges Messgerät wurde 2004 vom Institut für Geotechnik der Universität Siegen in Zusammenarbeit mit dem Hersteller Weber Maschinentechnik (Sitz in Bad Laasphe) entwickelt.

## Sicherheit
In Deutschland ist nach den Richtlinien der Berufsgenossenschaften eine jährliche UVV-Überprüfung bei kraftbetriebenen Verdichtern und Rüttelplatten vorgeschrieben.

## Sport
In Eddelak, einem Ort im schleswig-holsteinischen Dithmarschen, wurde 2011 und 2012 die Deutsche Meisterschaft im Rüttelplattenrennen abgehalten.